# Cryostasis: Il Sonno della Ragione
Cryostasis: Il Sonno della Ragione è un videogioco che unisce elementi di sparatutto in prima persona con atmosfere survival horror. È stato sviluppato da Action Forms, distribuito da 1C Company e 505 Games.

## Trama
L'ambientazione del gioco è il Polo Nord, l'anno il 1981. Il meteorologo Alexander Nesterov è
l'ultimo uomo ad abbandonare la stazione galleggiante Pole 21. Ha ricevuto un messaggio urgente dalla terraferma e deve lasciare il vasto Artico su una nave che passerà a prenderlo in un determinato posto a una determinata ora. Invece di un caldo benvenuto, però, lo scienziato si ritrova immerso per caso in un vero incubo a bordo della rompighiaccio atomica Vento del Nord, da molti anni alla deriva in una terra di ghiaccio perenne.

## Modalità di gioco
Il gioco presenta solo la campagna single-player.

## Armi
- Lucchetto e catena - La prima arma che si trova nel gioco. Il personaggio utilizzerà quest'arma improvvisata come tirapugni. Le azioni di lotta vengono controllate con il mouse e con le frecce. Col mouse si potranno sferrare pugni o bloccare i colpi dell'avversario, mentre con le frecce si può stabilire con quale mano e in quale direzione avverrà l'attacco.
- Valvola - Una valvola staccata da un tubo ad alta pressione arrugginito. I controlli son uguali a quelli del Lucchetto e Catena. La valvola è troppo pesante per sferrare colpi veloci, però infligge molti più danni.
- Ascia d'emergenza - Una semplice ascia. Benché molto pesante e lenta, risulta molto efficace.
- Pistola da segnalazione Walther AC-1940 - Una pistola a due canne che spara dei razzetti di segnalazione che distraggono il nemico. Dopo aver sparato il razzo, esso può conficcarsi in una parete e continuare a bruciare per diversi secondi. Può anche infliggere danni comunque molto ridotti ai nemici.
- Mosin-Nagant 1891 - Il primo fucile che si trovera nel gioco. Quest'arma semiautomatica è molto potente ma la frequenza di sparo è piuttosto bassa. È inoltre possibile aggiungere un mirino di precisione che aiuta a colpire bersagli molto lontani. Il caricatore può portare 5 proiettili.
- Tokarev SVT-40 - Il fucile Tokarev a caricamento automatico, risulta molto efficace contro i nemici, questo modello trovato nella Vento del Nord ha una frequenza di sparo ridotta per i danni causati dal freddo. Può contenere 10 colpi.
- PPSH-41 Shpagin - Questo mitra ha frequenze di sparo molto alte e può risultare molto utile in caso di emergenza o quando ci sono più bersagli. Il caricatore possiede 71 colpi.